# Магнітний резонанс

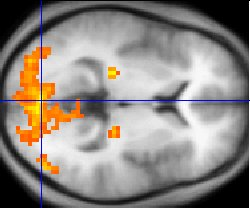
Отримане за допомогою ядерного магнітного резонансу зображення змін у мозку людини при його збудженні

Магні́тний резона́нс (англ. magnetic resonance) — явище резонансного поглинання радіочастотного випромінювання на частотах, які відповідають частотам переходів між розщепленими в магнітному полі квантовомеханічними станами.

## Загальний опис
Розрізняють електронний парамагнітний резонанс (ЕПР) та ядерний магнітний резонанс (ЯМР). У першому випадку переходи відбуваються між розщепленими магнітним полем електронними рівнями (дивіться ефект Зеемана). У другому випадку використовуються магнітні спіни нуклонів атомного ядра.
Абсорбція енергії змінного електромагнітного поля з власною частотою {\displaystyle \nu }, що відповідає умові резонансу: 
{\displaystyle h\nu =g\mu _{B}H},
де {\displaystyle g} — g-фактор, {\displaystyle \mu _{B}} — магнетон Бора або ядерний магнетон, {\displaystyle H} — напруженість магнітного поля.

## Фізичні принципи
Вироджені квантові рівні, які відрізняються магнітним квантовим числом або спіном розщеплюються в магнітному полі за принципом ефекту Зеемана. Величина розщеплення пропорційна магнітній індукції поля. Між розщепленими рівнями можливі переходи, які призводять до резонансного поглинання електромагнітних хвиль. Оскільки розщеплення невелике, то резонансні частоти належать діапазону радіохвиль.

## Методика
Резонансне поглинання радіохвиль можна вивчати, змінюючи їхню частоту. Проте практичніше змінювати величину магнітного поля. В експерименті магнітне поле складається з двох компонент — постійної і змінної, а поглинання хвиль реєструють на певній зафіксованій частоті. При певних значеннях сумарного магнітного поля, величина розщеплення рівнів {\displaystyle \Delta E\,} дорівнює частоті радіохвилі, помноженій на сталу Планка: {\displaystyle h\nu \,}. Саме тоді фіксується резонанс.

## Речовини
Для використання методу необхідно використовувати речовини з відмінним від нуля або магнітним квантовим числом, або спіном. Електрони в більшості хімічних речовин спарені, тому для використання парамагнітного резонансу потрібні вільні радикали, які можна причепити як мітки до інших молекул. Для застосування ядерного магнітного резонансу потрібні ядра з відмінним від нуля спіном ядра. Такими є ядро атома водню, яке складається з одного протона, ізотоп вуглецю 13C, ізотоп фтору 19F, які мають один вільний неспарений електрон.